# L'italiano (canción)
«L'italiano» (también conocida como L'italiano (Lasciatemi Cantare)) es una canción italiana de pop creada e interpretada por Toto Cutugno. Fue uno de los temas que participó en la 33.ª edición del Festival de la Canción Italiana de San Remo de 1983. Esta canción fue un gran éxito internacional y es el tema más conocido de Cutugno.
Cutugno la incluyó en su álbum L'italiano (1983). La creación del tema fue obra de Toto Cutugno (en los arreglos musicales) y Cristiano Minellono (en letras). Es una de las canciones italianas más famosas de todos los tiempos.
La canción tuvo un renacimiento cuando Toto Cutugno la cantó en vivo en el concierto de caridad de Roma conmemorando la victoria de Italia en el Mundial de Fútbol de 2006 creando así una nueva ola de popularidad para este tema.
Hervé Vilard retomó el tema en francés con el título Méditerranéenne en 1983. Sergio Dalma incluyó "Soy un italiano" en español en su disco  "Vía Dalma" en el año 2010.